# Majvor Franzén
Majvor Irene Franzén, född 21 maj 1938 i Grycksbo i Dalarna, är en svensk frimärksgravör och grafiker.
Majvor Franzén började 1959 på Beckmans reklamskola i Stockholm. Hennes första frimärksgravyrer var en utgåva för Grönland som hette "Norrsken". De utfördes i juli 1962 och gavs ut 7 mars 1963. 
Hon anställdes som gravör vid det svenska postverket 18 oktober 1966 och var anställd där fram till 1987. Under denna tid gjorde hon närmre ett hundratal svenska frimärksgravyrer. Hon är representerad vid bland annat Kalmar konstmuseum.